# La Chapelle-sur-Crécy
Pour les articles homonymes, voir La Chapelle.
La Chapelle-sur-Crécy est une ancienne commune de Seine-et-Marne, en France, qui a fusionnée le 1er octobre 1972 avec Crécy-en-Brie pour former la commune de Crécy-la-Chapelle.

## Démographie
| 1911 | 1921 | 1926 | 1931 | 1936 | 1946 | 1954 | 1962 | 1968 |
| ---- | ---- | ---- | ---- | ---- | ---- | ---- | ---- | ---- |
| 720  | 673  | 745  | 803  | 759  | 860  | 843  | 821  | 920  |

## Monuments
- Collégiale Notre-Dame du XIIIe siècle, classée MH[3].
- Château de Crécy-la-Chapelle, reconstruit au XIXe siècle